# Холгер Руне
Холгер Витус Недсков Руне (дан. Holger Vitus Nødskov Rune; Гентофте, 29. април 2003) дански је тенисер.
Најбољи пласман на АТП ранг-листи у синглу му је четврто место од 21. августа 2023. Освојио је четири титуле у каријери.
Најбољи резултат на гренд слем турнирима остварио је на свом дебитантском наступу на Ролан Гаросу 2022. где је стигао до четвртфинала.
Ушао је међу десет најбољих тенисера света након освајања мастерса у Паризу 2022. На путу до титуле савладао је пет топ 10 играча што се никада раније десило на неком такмичењу (осим на завршном турниру сезоне).
Биo је светски број један у јуниорској конкуренцији и јуниорски победник Роланд Гароса 2019.

## Финала АТП мастерс 1000 серије

### Појединачно: 3 (1:2)
| Исход     | Бр. | Година | Турнир      | Подлога   | Противник      | Резултат      |
| --------- | --- | ------ | ----------- | --------- | -------------- | ------------- |
| Победник  | 1.  | 2022.  | Париз       | Тврда (д) | Новак Ђоковић  | 3:6, 6:3, 7:5 |
| Финалиста | 1.  | 2023.  | Монте Карло | Шљака     | Андреј Рубљов  | 7:5, 2:6, 5:7 |
| Финалиста | 2.  | 2023.  | Рим         | Шљака     | Данил Медведев | 5:7, 5:7      |

## АТП финала

### Појединачно: 8 (4:4)
| Легенда                        |
| ------------------------------ |
| Гренд слем турнири (0:0)       |
| Завршно првенство сезоне (0:0) |
| АТП мастерс 1000 (1:2)         |
| АТП 500 (0:1)                  |
| АТП 250 (3:1)                  |

| Финала по подлози |
| ----------------- |
| Тврда (2:2)       |
| Шљака (2:2)       |
| Трава (0:0)       |

| Финала по локацији |
| ------------------ |
| Отворено (2:2)     |
| Дворана (2:2)      |

| Исход     | Бр. | Датум             | Турнир              | Подлога   | Противник              | Резултат           |
| --------- | --- | ----------------- | ------------------- | --------- | ---------------------- | ------------------ |
| Победник  | 1.  | 1. мај 2022.      | Минхен, Немачка     | Шљака     | Ботик ван де Зандсхулп | 3:4 (предаја)      |
| Финалиста | 1.  | 2. октобар 2022.  | Софија, Бугарска    | Тврда (д) | Марк-Андреа Хеслер     | 4:6, 6:7(8:10)     |
| Победник  | 2.  | 23. октобар 2022. | Стокхолм, Шведска   | Тврда (д) | Стефанос Циципас       | 6:4, 6:4           |
| Финалиста | 2.  | 30. октобар 2022. | Базел, Швајцарска   | Тврда (д) | Феликс Оже-Алијасим    | 3:6, 5:7           |
| Победник  | 3.  | 6. новембар 2022. | Париз, Француска    | Тврда (д) | Новак Ђоковић          | 3:6, 6:3, 7:5      |
| Финалиста | 3.  | 16. април 2023.   | Монте Карло, Монако | Шљака     | Андреј Рубљов          | 7:5, 2:6, 5:7      |
| Победник  | 4.  | 23. април 2023.   | Минхен, Немачка (2) | Шљака     | Ботик ван де Зандсхулп | 6:4, 1:6, 7:6(7:3) |
| Финалиста | 4.  | 21. мај 2023.     | Рим, Италија        | Шљака     | Данил Медведев         | 5:7, 5:7           |